# Sibut
Sibut is een stad in het midden van de Centraal-Afrikaanse Republiek, en tevens de hoofdstad van het prefectuur Kémo. Het is het meest bekend om zijn markt en nachtleven. Het ligt 188 kilometer van de hoofdstad Bangui en heeft een eigen vliegveld genaamd Sibut Airport.